# Muñopedro
Muñopedro è un comune spagnolo di 394 abitanti situato nella comunità autonoma di Castiglia e León.